# Усть-Усинське повстання в'язнів
Усть-Усинське повстання в'язнів — повстання в'язнів табпункту «Лісорейд» поблизу селища Усть-Уса (Комі АРСР, Російська РФСР), відбулось на початку 1942 р. Керівником повстання був начальник табпункту, колишній в'язень, Марк Ретюнін. Повстання стало першим в історії ГУЛАГу.

## Підготовка до повстання
«Лісорейд» являв собою один з табпунктів Воркутинсько виправно-трудових таборів (ВТТ) і розташовувався приблизно в 6 км від селища Усть-Уса. Станом на 1 грудня 1941 в «Лісорейді» налічувалося 202 ув'язнених, з них 108 — політичних, засуджених за 58-ю статтею (в тому числі 27 колишніх троцькістів). Начальник табпункту, Марк Ретюнін, уродженець Архангельської області, був у 1929 році засуджений за бандитизм (участь в пограбуванні банку), в 1939 достроково звільнений і залишений в Воркутинському ВТТ в якості вільнонайманого. Повстання було добре сплановано і підготовлено: ще восени 1941 Ретюнін у великих кількостях виписував з бази продовольство та одяг, зокрема білі хутряні кожухи.
Виступ готувався в таємниці від більшості ув'язнених — про підготовку повстання знали не більше 15 осіб, серед яких були як кримінальні, так і політичні. Крім того, в табпункті не було оперативного складу НКВД, тому агентура з-поміж ув'язнених не могла повідомити про підготовку повстання.
Зимовий період був обраний з огляду на те, що в інші сезони неможливо було б швидке пересування по зимниках. Планувалося звільнити ув'язнених «Лісорейда», обеззброїти охорону й несподівано захопити Усть-Усу. Далі, паралізувавши роботу місцевої адміністрації, зробити основним загоном кидок на Кожву, де проходила залізниця, і звідти вирушити у двох напрямках — на Котлас і Воркуту, по шляху звільняючи ув'язнених інших таборів, які стануть приєднуватися до повсталих, зібравши, таким чином, досить потужну армію. Передбачалося, що до цієї армії приєднаються також спецпоселенці й місцеве населення, яке потрібно буде агітувати проти колгоспів.

## Хід подій
24 січня 1942 року, заманивши більшість охорони для миття в баню, ув'язнені роззброїли інших, при цьому один стрілець охорони був убитий, ще один поранений. Замкнувши охоронців в овочесховищі, повстанці відкрили табірну зону та оголосили всім про повстання. Ув'язнені отримали зимову форму одягу, призначену для охоронців, зібрали продовольчий обоз у декілька возів. За окремими відомостями, частина ув'язнених розбіглася, не бажаючи брати участь у повстанні. Решта під командуванням Ретюніна під виглядом навчань загону охорони рушила маршем до Усть-Уси, маючи при собі обмежену кількість зброї. Бої на різних об'єктах Усть-Уси тривали до півночі, у ході них повстанці втратили убитими декілька осіб, захопили ще кілька одиниць зброї і звільнили ув'язнених місцевої камери попереднього утримання, частина з яких приєдналася до повсталих. Одночасно частину беззбройних повстанців було затримано.
У ніч на 25 січня загін звільнив табір у Киз-Раз-ди, догнав і захопив збройовий обоз охорони.
Увечері 27 січня розвідка загону охорони натрапила на повстанців у 65 км від Усть-Лижі. Вранці 28 січня зав'язався бій.
29 січня повстанці вирішили розбитися на групи, щоб спробувати піти в тундру до ненців-оленярів. З 30 січня до 1 лютого тривало переслідування і знищення цих груп силами охорони. Увечері 1 лютого третя, основна група, у яку входив керівний склад повстанців, була оточена. Після 23-годинного бою, витративши майже всі боєприпаси, керівники повстання застрелилися.